# 伊格利諾區

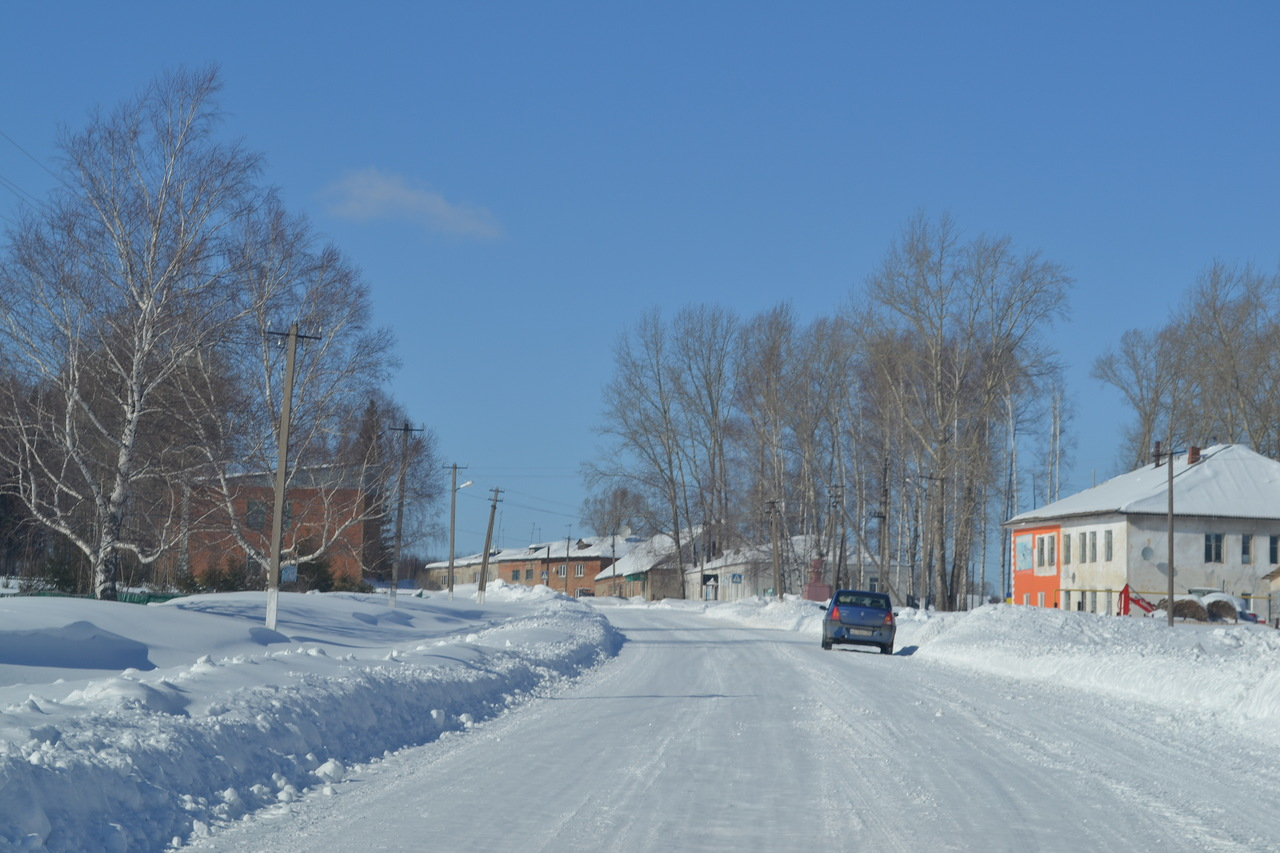

54°50′N 56°25′E / 54.833°N 56.417°E
伊格利諾區（俄语：Иглинский район），是俄羅斯的一個區，位於該國西南部，由巴什科爾托斯坦共和國負責管轄，始建於1935年1月31日，面積2,450平方公里，2010年人口49,675，人口密度每平方公里20.28人。